# Stare jak nowe. 25 przebojów na 25-lecie
Stare jak nowe. 25 przebojów na 25-lecie – dwupłytowy album zespołu Elektryczne Gitary wydany w 2014 roku.

## Opis
Album został wydany z okazji 25-lecia istnienia zespołu Elektryczne Gitary. Album jest kompilacją, zawierającą 25 przebojów zespołu. Zajmował w okresie 9-15 czerwca 2014 roku 28. miejsce na liście sprzedaży OLiS.
Album osiągnął status złotej płyty.
Z uwagi na kłopoty z prawami autorskimi należącymi do wytwórni Zic-Zac starsze utwory (wszystkie z płyt: Wielka radość i A ty co, np. Dzieci wybiegły, Jestem z miasta) zostały nagrane na nowo w aktualnym składzie, ale w aranżacjach z wyżej wymienionych płyt.

## Lista utworów
| CD 1: 1. Dzieci wybiegły (2:55) 2. Przewróciło się (3:33) 3. Noś długie włosy (2:54) 4. Jestem z miasta (2:54) 5. Kto ma klucze (3:14) 6. Głowy L. (3:28) 7. Żądze (2:53) 8. Wytrąciłaś (2:42) 9. Co ty tutaj robisz (4:06) 10. Spokój grabarza (3:35) 11. Kiler (3:44) 12. Kiedy mówisz człowiek (2:32) 13. To koniec (2:34) |  | CD 2: 1. Człowiek z liściem (2:55) 2. Nie pij Piotrek (2:47) 3. Wiele razy (2:31) 4. Wyszków tonie (3:00) 5. Wszystko ch. (2:11) 6. Ona jest pedałem (3:22) 7. Co powie Ryba (3:23) 8. Nic mnie nie rusza (3:34) 9. Był NZS (2:59) 10. Nie urosnę (2:54) 11. Dywizjon 303 (3:43) 12. Ostatni raz (3:15) |

## Twórcy
- Kuba Sienkiewicz – wokal, gitara
- Tomasz Grochowalski – gitara basowa, kontrabas, chórki
- Aleksander Korecki – saksofon, flet, chórki
- Piotr Łojek – instrumenty klawiszowe, harmonijka, chórki
- Leon Paduch – perkusja, instrumenty perkusyjne
- Jacek Wąsowski – gitara, banjo, chórki
- Izabela Ziółek – wokal (gościnnie: „Nic mnie nie rusza”, „Ostatni raz”)